# مبدل تورنغ

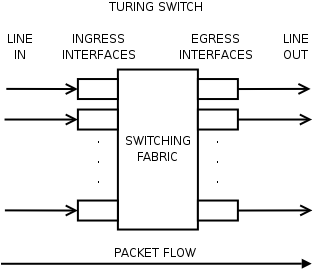
مُبدل تورنغ (Turing switch)

إن مُبدل تورنغ عبارة عن بنية منطقية مشابهة لـ آلة تورنغ. ويُحدد مُبدل تورنغ هيئة عمل جهاز توزيع الشبكة الأساسي في شبكة مفاتيح التبديل، مثله في ذلك مثل آلة التورنغ التي تحدد هيئة عمل الكيان الحاسوبي الأساسي. ولقد تمت تسمية كل من مُبدل تورنغ وآلة تورنغ نسبة إلى عالم المنطق الإنجليزي آلان تورنغ. وكانت بعض الأبحاث التمهيدية قد بدأت في جامعة كامبريدج وقام بها جون كراوكروفت.
في حقيقة الأمر، كان كراوكروفت يقترح أنه بدلاً من استخدام أجهزة حاسوب للأغراض العامة في تحويل الطرود، ينبغي خفض العمليات اللازمة لمنطق تطبيق معين، ثم يُنفذ منطق التطبيق المعين هذا باستخدام مكونات بصرية. لكن هذه الأبحاث لم تعتمد في الواقع على أبحاث تورنغ.
يتكون مُبدل تورنغ من نسيج تبديل، وواجهة واحدة أو أكثر للإدخال (يشار إليها أيضًا بالمصادر) وواجهة أو أكثر للإخراج (أحواض) وإجراء تقريري لتحديد واجهة الإدخال الخاصة بواجهة الإخراج. وفي بعض الأحيان يشار للواجهات بالمنافذ. يصل الطرد (الخلية أو الوحدة المُحولة) إلى واجهة الإدخال، فيقوم الإجراء التقريري بتحديد واجهة الإخراج المناسبة، فيتم نقل الطرد عبر نسيج التبديل إلى واجهة الإخراج. والطرد عبارة عن رمز أو سلسلة من 1 و0. وتتصل واجهة الإدخال بخط الإدخال، وواجهة الإخراج بخط الإخراج. ويُقال إن خط الإدخال يغذي واجهة الإدخال؛ وواجهة الإخراج تغذي خط الإخراج.